# Sacré Comique
Sacré Comique est le septième album de la série Georges et Louis romanciers par Daniel Goossens. L'album porte un sous-titre : Le comique a rarement été sacré mais le sacré a souvent été comique.

## Synopsis
Louis voulait écrire un roman sur la vie de Jésus, mais il réalise avec déception que cela a déjà été fait.

## Chapitres
- La Bible (1)
- Moïse
- Abel et Caïn
- Le remords
- Dieu ne sait pas tout
- Jésus-Christ
- La lumière • Les miracles • Le pain et le vin • Apôtres
- La Bible (2)
- Superman • "Tu es le roi des juifs" • Macaronis
- La nécro de Jésus
- Le déluge